# Paul Ysebaert
Paul Robert Ysebaert (* 15. Mai 1966 in Sarnia, Ontario) ist ein ehemaliger kanadischer Eishockeyspieler, der im Verlauf seiner aktiven Karriere zwischen 1988 und 1999 unter anderem 562 Spiele für die New Jersey Devils, Detroit Red Wings, Winnipeg Jets, Chicago Blackhawks und Tampa Bay Lightning in der National Hockey League auf der Position des linken Flügelstürmers bestritten hat. Ysebaert war zwischen 1995 und 1997 der erste Mannschaftskapitän der Franchise-Geschichte der Tampa Bay Lightning.

## Karriere
Ysebaert spielte während seiner Juniorenzeit zwischen 1982 und 1984 für die Petrolia Jets. Dort rückte er als Topscorer ins Blickfeld der Scouts der National Hockey League (NHL) und wurde beim NHL Entry Draft 1984 von den New Jersey Devils in der vierten Runde an 74. Stelle ausgewählt. Nach dem Draft spielte er für die Bowling Green State University in der National Collegiate Athletic Association (NCAA). Nach guten Leistungen dort, holten ihn die Devils 1987 in ihr Farmteam zu den Utica Devils aus der American Hockey League (AHL).
Zur Saison 1988/89 kam er erstmals zu fünf Einsätzen in der NHL, spielte jedoch weiter meist in Utica, wo er als wertvollster Spieler der Liga den Les Cunningham Award gewann. Kurz nach Beginn der Saison 1990/91 wechselte er im Tausch für Lee Norwood und einem Viertrunden-Wahlrecht im NHL Entry Draft 1992 zu den Detroit Red Wings und schaffte dort den Durchbruch. Dank seines genauen Schusses brachte er es in den folgenden Jahren zweimal auf über 30 Tore und gewann einmal die Plus/Minus-Wertung der NHL. Im Tausch für Aaron Ward, ein Viertrunden-Wahlrecht im NHL Entry Draft 1993 sowie später auch Alan Kerr wechselte er zur Saison 1993/94 zu den Winnipeg Jets, doch schon kurz vor dem Ende der Saison musste er erneut umziehen. Sein neues Team waren die Chicago Blackhawks, die ihn für ein Drittrunden-Wahlrecht im NHL Entry Draft 1995 erworben hatten.
Auch in Chicago blieb er nicht lange, da der Routinier bereits nach 15 Spielen in der folgenden Saison gemeinsam mit Rich Sutter zu den Tampa Bay Lightning geschickt wurde. Im Gegenzug wechselten Jim Cummins, Jeff Buchanan und Tom Tilley nach Chicago. Auch wenn Ysebaert nicht mehr an die guten Jahre in Detroit anschließen konnte, war er trotzdem ein wichtiger Bestandteil des Teams und auch für zwei Jahre Mannschaftskapitän. In seiner letzten Saison 1998/99 wurde er auch öfter in der International Hockey League (IHL) bei den Cleveland Lumberjacks eingesetzt.
Zur Saison 1999/2000 wechselte er in die Schweiz zum SC Rapperswil-Jona. Anschließend beendete er seine aktive Karriere.

## Erfolge und Auszeichnungen
| - 1985 CCHA Rookie of the Year - 1986 CCHA Second All-Star Team - 1987 CCHA Second All-Star Team - 1987 CCHA All-Tournament Team | - 1990 AHL First All-Star Team - 1990 John B. Sollenberger Trophy - 1990 Les Cunningham Award - 1992 NHL Plus/Minus Award |

## Karrierestatistik
(Legende zur Spielerstatistik: Sp oder GP = absolvierte Spiele; T oder G = erzielte Tore; V oder A = erzielte Assists; Pkt oder Pts = erzielte Scorerpunkte; SM oder PIM = erhaltene Strafminuten; +/− = Plus/Minus-Bilanz; PP = erzielte Überzahltore; SH = erzielte Unterzahltore; GW = erzielte Siegtore; 1 Play-downs/Relegation; Kursiv: Statistik nicht vollständig)